# Wechat Pay
WeChat Pay (tiếng Trung: 微信支付; bính âm: Wēixìn Zhīfù), có tên chính thức là Weixin Pay tại Trung Quốc, là dịch vụ thanh toán di động và ví kỹ thuật số của WeChat có trụ sở tại Trung Quốc, cho phép người dùng thực hiện thanh toán di động và giao dịch trực tuyến. Tính đến tháng 3 năm 2016, WeChat Pay đã có hơn 300 triệu người dùng và 900 triệu vào năm 2021.

## Dịch vụ
Người dùng đã cung cấp thông tin tài khoản ngân hàng có thể sử dụng ứng dụng để thanh toán hóa đơn, đặt mua hàng hóa và dịch vụ, chuyển tiền cho người dùng khác và thanh toán tại cửa hàng nếu cửa hàng có tùy chọn thanh toán WeChat. Các bên thứ ba đã được kiểm duyệt, được gọi là "tài khoản chính thức", cung cấp các dịch vụ này bằng cách phát triển các "ứng dụng trong ứng dụng" nhẹ. Người dùng có thể liên kết tài khoản ngân hàng Trung Quốc của họ, cũng như Visa, MasterCard và JCB.
WeChat Pay (微信支付) là dịch vụ ví kỹ thuật số được tích hợp vào WeChat, cho phép người dùng thực hiện thanh toán di động và gửi tiền giữa các liên hệ. Giờ đây, WeChat Pay có sáu sản phẩm thanh toán khác nhau: Thanh toán nhanh, Thanh toán mã QR, Thanh toán In-APP, Thanh toán tài khoản chính thức, Thanh toán trong ứng dụng và Thanh toán web.
Mặc dù người dùng nhận được thông báo ngay lập tức về giao dịch, nhưng hệ thống WeChat Pay không phải là công cụ thanh toán tức thì vì việc chuyển tiền giữa các đối tác không diễn ra ngay lập tức. Thời gian giải quyết tùy thuộc vào phương thức thanh toán mà khách hàng lựa chọn.
Tất cả người dùng WeChat đều có tài khoản Thanh toán WeChat của riêng họ. Người dùng có thể có được số dư bằng cách liên kết tài khoản WeChat của họ với thẻ ghi nợ hoặc bằng cách nhận tiền từ những người dùng khác. Đối với người dùng WeChat Pay không phải người Trung Quốc, quy trình xác minh danh tính bổ sung cung cấp ảnh chụp giấy tờ tùy thân hợp lệ cũng như ảnh của chính người dùng là bắt buộc trước khi một số chức năng nhất định của WeChat Pay khả dụng. Người dùng liên kết thẻ tín dụng của họ chỉ có thể thực hiện thanh toán cho nhà cung cấp và không thể sử dụng thẻ này để nạp số dư WeChat. WeChat Pay có thể được sử dụng cho thanh toán kỹ thuật số, cũng như thanh toán từ các nhà cung cấp tham gia.
Vào năm 2014, nhân dịp Tết Nguyên đán, WeChat đã giới thiệu tính năng phân phát phong bao lì xì ảo, được mô phỏng theo truyền thống trao đổi bao lì xì giữa bạn bè và các thành viên trong gia đình của Trung Quốc trong các ngày lễ. Tính năng này cho phép người dùng gửi tiền cho các liên hệ và nhóm dưới dạng quà tặng. Khi được gửi cho các nhóm, số tiền được chia đều hoặc chia ngẫu nhiên ("Lì xì may mắn"). Tính năng này đã được ra mắt thông qua một chương trình khuyến mãi trong Gala đón năm mới của Đài truyền hình trung ương Trung Quốc (CCTV), nơi người xem được hướng dẫn lắc điện thoại của họ trong khi phát sóng để có cơ hội giành được giải thưởng tiền mặt được tài trợ từ các phong bao màu đỏ. Tính năng bao lì xì đã tăng đáng kể việc áp dụng WeChat Pay. Theo Wall Street Journal, 16 triệu bao lì xì đã được gửi trong 24 giờ đầu tiên kể từ khi tính năng mới này ra mắt. Một tháng sau khi ra mắt, cơ sở người dùng của WeChat Pay đã tăng từ 30 triệu lên 100 triệu người dùng và 20 triệu bao lì xì đỏ đã được phân phát trong kỳ nghỉ năm mới. Năm 2016, 3,2 tỷ bao lì xì đỏ đã được gửi đi trong kỳ nghỉ lễ và chỉ riêng 409.000 bao lì xì đã được gửi vào nửa đêm của Tết Nguyên đán.

## Lịch sử
Vào năm 2016, WeChat bắt đầu tính phí dịch vụ nếu người dùng chuyển tiền mặt từ ví WeChat sang thẻ ghi nợ của họ. Vào ngày 1 tháng 3, thanh toán WeChat đã ngừng thu phí cho chức năng chuyển khoản. Bắt đầu từ cùng ngày, phí rút tiền sẽ được tính. Mỗi người dùng có giới hạn rút tiền miễn phí 1.000 Nhân dân tệ (khoảng 150 đô la Mỹ). Các lần rút hơn 1.000 Nhân dân tệ sẽ bị tính phí 0,1% với mức tối thiểu 0,1 Nhân dân tệ cho mỗi lần rút. Các chức năng thanh toán khác bao gồm phong bì màu đỏ và chuyển khoản vẫn miễn phí.
Vào năm 2019, có thông tin cho rằng WeChat đã vượt qua Alibaba với 800 triệu người dùng thanh toán di động WeChat đang hoạt động so với 520 triệu đối với Alipay của Alibaba. Tuy nhiên, Alibaba chiếm 54% thị phần thanh toán trực tuyến di động Trung Quốc vào năm 2017 so với 37% của WeChat. Cùng năm, Tencent giới thiệu "WeChat Pay HK", một dịch vụ thanh toán cho người dùng ở Hồng Kông. Giao dịch được thực hiện với đồng đô la Hồng Kông. Vào năm 2019, có thông tin cho rằng người dùng Trung Quốc có thể sử dụng WeChat Pay ở 25 quốc gia bên ngoài Trung Quốc, bao gồm Ý, Nam Phi và Vương quốc Anh.
Trong cuộc họp cổ đông thường niên năm 2018 của Berkshire Hathaway, Charlie Munger đã xác định WeChat là một trong số ít đối thủ tiềm năng của Visa, Mastercard và American Express.